# Isochilinidae
De Isochilinidae zijn een geslacht van uitgestorven kreeftachtigen uit de klasse van de Ostracoda (mosselkreeftjes).

## Geslachten
- Aristozoe Barrande 1868 †
- Dihogmochilina Teichert 1937 †
- Isochilina Jones 1858 †
- Swartzochilina Scott 1956 †
- Teichochilina Swartz 1949 †